# Beaumont-en-Auge
Beaumont-en-Auge ist eine französische Gemeinde mit 387 Einwohnern (Stand 1. Januar 2022) im Département Calvados in der Region Normandie. Sie gehört zum Arrondissement Lisieux und zum Kanton Pont-l’Évêque.
Sie grenzt im Norden an Saint-Étienne-la-Thillaye, im Osten an Reux, im Südosten an Clarbec, im Süden an Drubec, im Südwesten an Valsemé und Bourgeauville und im Westen an Glanville.

## Bevölkerungsentwicklung
| Jahr      | 1962 | 1968 | 1975 | 1982 | 1990 | 1999 | 2007 | 2015 |
| --------- | ---- | ---- | ---- | ---- | ---- | ---- | ---- | ---- |
| Einwohner | 542  | 469  | 409  | 397  | 472  | 496  | 459  | 413  |

## Sehenswürdigkeiten
- gotische Kirche Saint-Sauveur, seit 1975 als Monument historique ausgewiesen

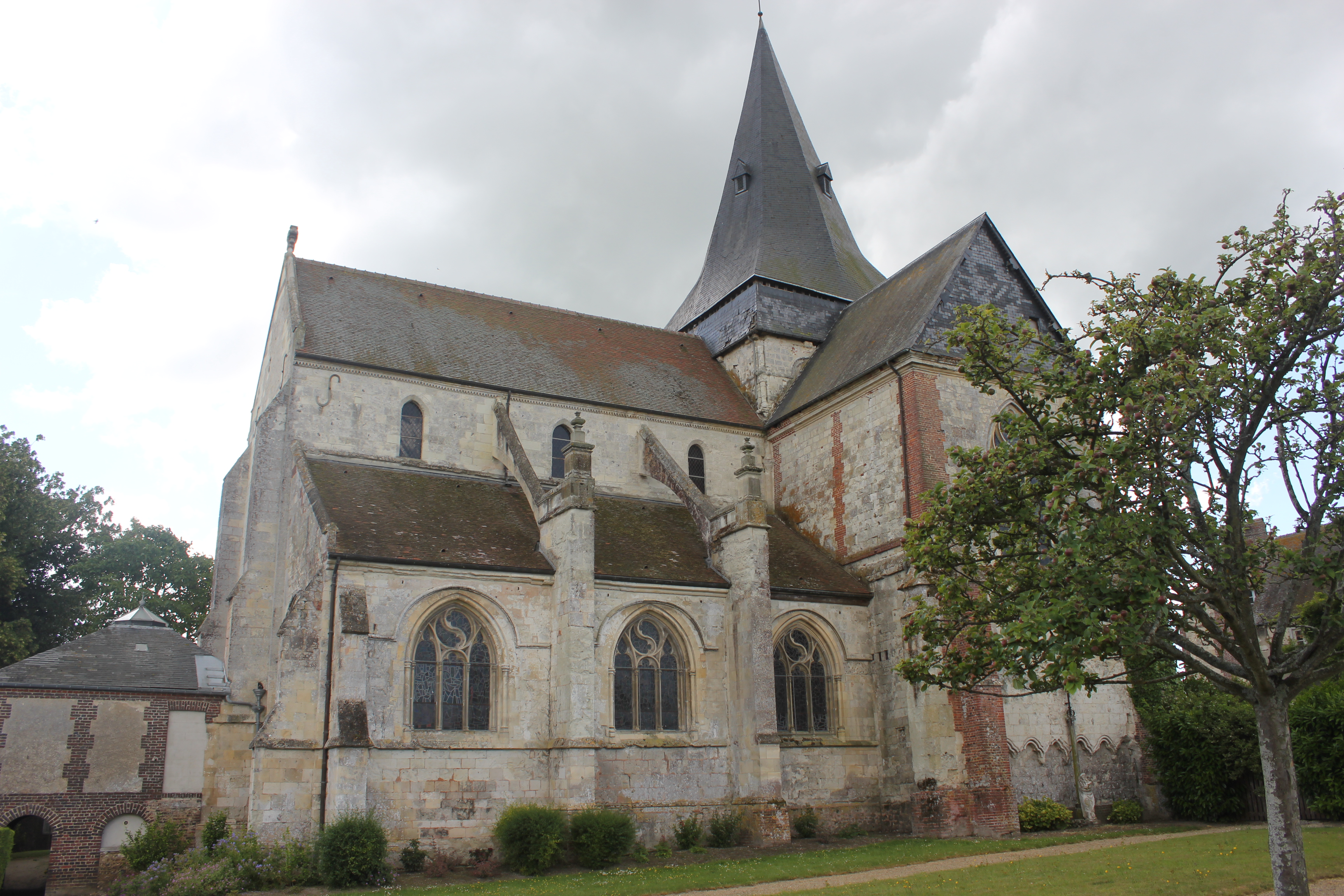
Kirche Saint-Sauveur

## Personen, die in Zusammenhang mit Beaumont-en-Auge stehen
in chronologischer Reihenfolge, nach Geburtsdaten:
- Robert VII. Bertrand de Bricquebec, auch Robert Bertrand (* wohl 1273; † 3. August 1348), normannischer Adliger und Militär, wurde in der Kirche Saint-Sauveur in Beaumont-en-Auge bestattet.
- François-Philippe Gourdin (* 8. November 1739 in Noyon; † 11. Juli 1825 in Rouen), französischer Benediktiner-Mönch, Gelehrter, Schriftsteller und Bibliothekar, unterrichtete ab 1769 Rhetorik im Mauriner-Kolleg in Beaumont-en-Auge
- Jacques-François-Alexis de Corday d’Armont (* 15. Januar 1765; † 15. Februar 1809), französischer Adliger, Bruder von Charlotte Corday, der Mörderin Jean Paul Marats, besuchte die Kadettenanstalt von Beaumont-en-Auge
- Henri Marie Ducrotay de Blainville (* 12. September 1777 in Arques-la-Bataille bei Dieppe; † 1. Mai 1850 in Paris), französischer Zoologe und Anatom. Er war Schüler der hauptsächlich von adligen Schülern besuchten, von Benediktinermönchen geleiteten Militärakademie von Beaumont-en-Auge, die in Folge der Französischen Revolution aufgelöst wurde
- Pierre-Simon (Marquis de) Laplace (* 23. März 1749 in Beaumont-en-Auge; † 5. März 1827 in Paris), französischer Mathematiker und Physiker, wurde in Beaumont-en-Auge geboren
- Jean-Charles Langlois (* 22. Juli 1789 in Beaumont-en-Auge; † 23. März 1870 in Paris), genannt „Le Colonel“, französischer Offizier, Schlachtenmaler und Fotograf, wurde in Beaumont-en-Auge geboren

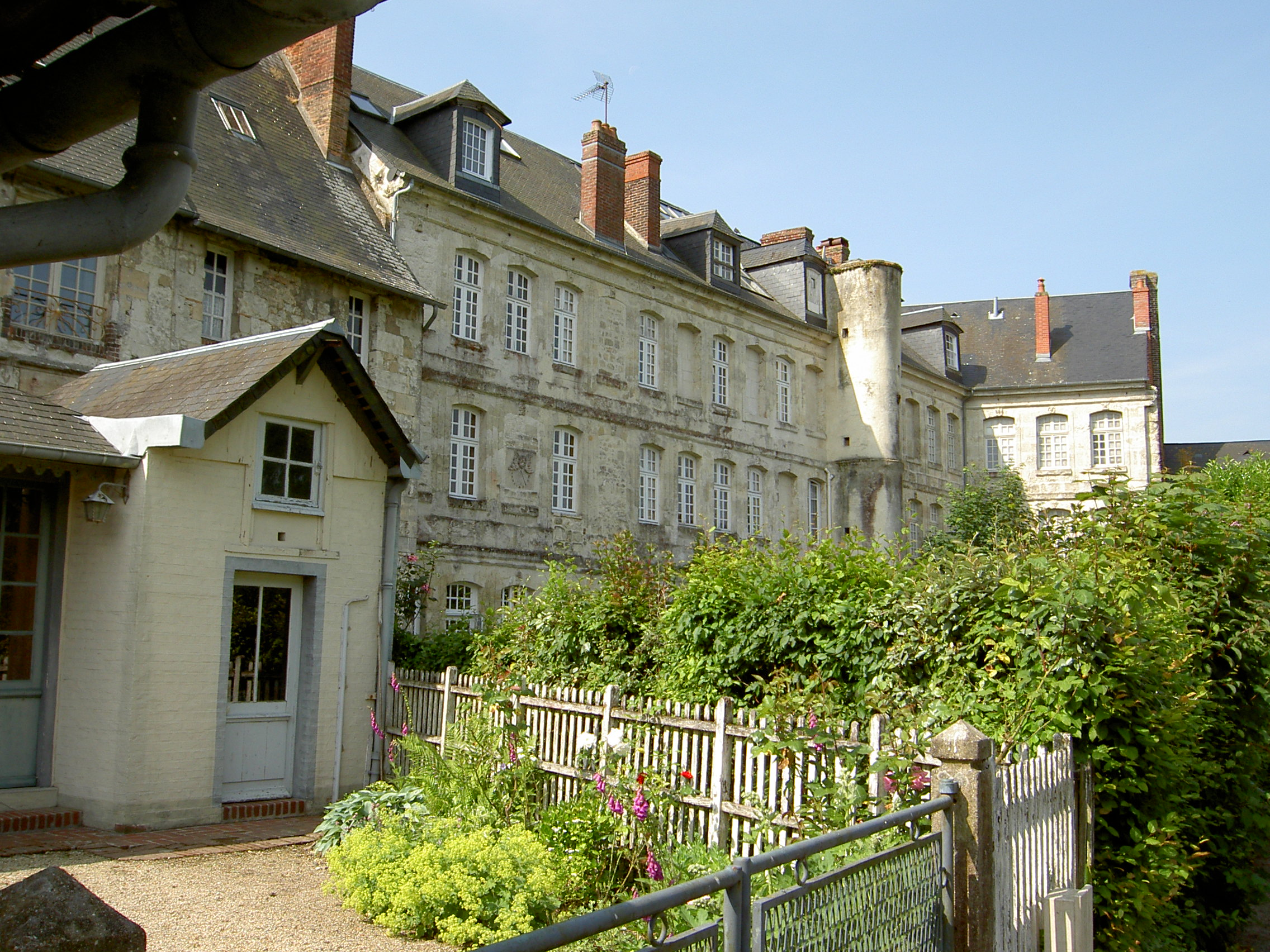
Die alte École militaire (Kadettenanstalt) in Beaumont-en-Auge